# Ла-Леопольда
43°42′34″ пн. ш. 7°19′16″ сх. д. / 43.709444444444° пн. ш. 7.3211111111111° сх. д.

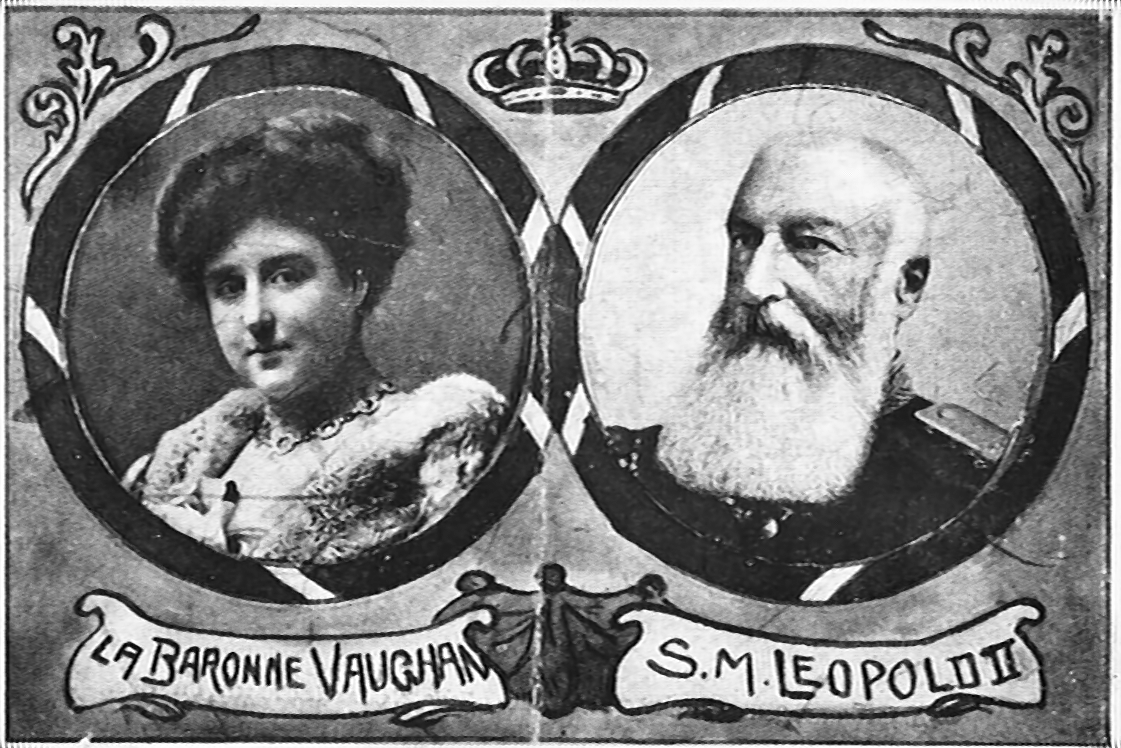
Леопольд II і Кароліна Лакруа

Ла-Леопольда (La Leopolda) — фешенебельна вілла в районі Сен-Жан-Кап-Ферра міста Вільфранш-сюр-Мер на Лазурному Березі, збудована 1902 року бельгійським королем Леопольдом II для своєї фаворитки (і майбутньої дружини) Кароліни Лакруа на прізвисько «королева Конго». Офіційно визнана у Франції пам'яткою історії.
Вілла розташована на пагорбі, який огинають проспект Леопольда II і бульвар Едуарда VII. Після смерті короля Леопольда його племінник Альберт I домігся виселення Лакруа з маєтку. За часів Першої світової війни віллу було облаштовано під військовий шпиталь. У подальшому її власниками були:
- графиня де Бошан (1919—1929),
- архітектор Огден Кодмен (1929—1951), розбагатів на підрядах Рокфеллерів та Вандербільтів; він частково перебудував маєток;
- канадський фінансист Айзек Кіллем (1950-ті);
- італійський промисловець Джанні Аньєллі (до 1988);
- банкір Едмонд Сафра (з 1988), після його загибелі 1999 року віллу успадкувала його вдова, Лілі Сафра[2].

1948 року на віллі знімався фільм про балет «Червоні черевички». Вілла також показана Гічкоком в комедії «Упіймати злодія», дія якої відбувається на Рив'єрі. Під час знімання цього фільму актриса Грейс Келлі познайомилась із майбутнім чоловіком — князем Реньє III.
Напередодні світової фінансової кризи, у серпні 2008 року, з'явилось повідомлення про купівлю російським олігархом Михайлом Прохоровим вілли за рекордну для приватної житлової нерухомості суму в 496 мільйонів євро. Прохоров згодом спростував інформацію щодо придбання вілли; за відмову від купівлі йому довелось сплатити Лілі Сафра солідні відступні.